# Operațiunea letonă a NKVD-ului

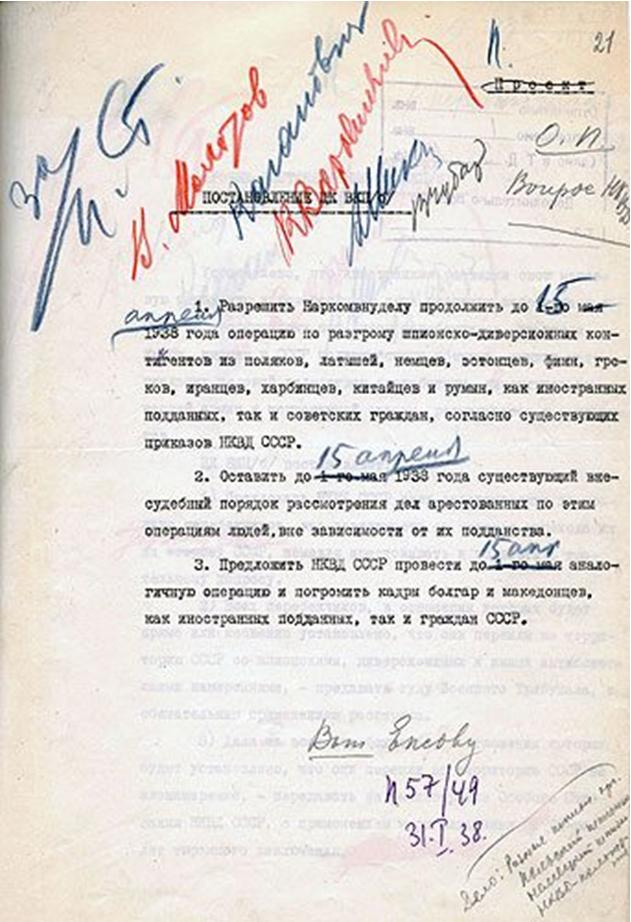
Rezoluția din 31 ianuarie 1938 a Comitetului Central al Partidului Comunist al Uniunii Sovietice pentru extinderea operațiunilor naționale ale NKVD-ului până la 15 aprilie pentru distrugerea contingentului de „spioni-sabotori” polonez, leton, german, estonian, finlandez, grec, iranian, chinez și român semnat de I. V. Stalin, Viaceslav Molotov, Lazar Kaganovici, Kliment Voroșilov, Anastas Mikoian și Vlas Ciubar

Operația letonă a NKVD-ului  (rusă Латышская операция НКВД, letonă NKVD "Latviešu operācija") a fost o acțiune de arestare, execuție și deportare în masă  a persoanelor de origine letonă din Uniunea Sovietică îndeplinită de Comisariatul Poporului pentru Afaceri Interne în timpul Marii Epurări (1937–1938).

## Letonii în Uniunea Sovietică până în 1936
Peste 500 de colonii țărănești letone apăruseră încă din secolul al XIX-lea în urma abolirii iobăgiei și au existat în apropierea de Sankt Petersburg, Novgorod și în Siberia. În timp ce linia frontului se apropia de Curlanda în Primul Război Mondial, au fost efectuate evacuări forțate extinse, astfel încât numărul letonilor care trăiau în Rusia s-a dublat la aproape 500.000. Mulți dintre pușcașii letoni s-au numărat printre primii susținători ai bolșevicilor în 1917. Odată cu sfârșitul Primului Război Mondial și Războiului  Civil Rus, mulți dintre refugiați s-au putut întoarce în Letonia independentă. Tratatul de la Riga prevedea în mod explicit repatrierea foștilor pușcași și a refugiaților letoni.
Conform recensământului din 1926, aproximativ 150.000 de letoni au rămas în Uniunea Sovietică. Ei au cultivat o viață plină de viață culturală cu școli, ziare și teatrele în limba letonă. Încă din timpul  Revoluției din 1905, a existat o facțiune letonă puternică în Partidul Social-Democrat al Muncii din Rusia.Persoanele cu origine letonă au deținut temporar funcții înalte în aparatul de stat al Rusiei Sovietice. Din cei 70 de comisari ai CEKA,  în 1918, 38 erau de origine letonă.
Cu toate acestea, odată cu rusificarea tot mai mare a organelor de stat ale Rusiei, membrii minorităților non-ruse au fost în mare parte înlăturați din funcțiile de conducere. Sub conducerea lui I. V. Stalin, Letonia a fost considerată o așa-numită „națiune inamică”, iar letonii au fost în general considerați elemente contrarevoluționare și suspecte. Rezistența coloniștilor țărani letoni la colectivizarea forțată a agriculturii părea să sprijine această imagine. 
Prin deportări specifice în Gulag, coloniile letone au fost eliminate până în 1933. O epurare riguroasă a partidului și a aparatului de stat de etnicii non-rușilor a început în acel timp. Partidul Comunist Leton a fost dizolvat în 1939, iar membrii lui au fost persecutați și executați ca „naționaliști” și „inamici ai poporului’’. O caracteristică a Marii Epurări staliniste a fost xenofobia dirijată de stat. În iulie 1937 editura și Asociația Culturală "Prometejs" a fost închisă, iar angajații săi au fost arestați. Pușcașii roșii letoni au fost scoși din cărțile de istorie și din manualele școlare, iar asociațiile lor de veterani au fost dizolvate.

## Operațiunea
La 23 noiembrie 1937, Nikolai Ejov a ordonat serviciilor NKVD să centralizeze toate informațiile colectate despre letonii din cultură și politică, armată și în alte instituții, pentru a-i putea aresta „la fel ca în timpul operațiunii poloneze”.
Pe 30 noiembrie, în conformitate prevederile cu Ordinului nr. 49990, etnicii letoni de pe tot întinsul Uniunii Sovietice au fost arestați. Procesul  juridic a fost simplificat prin acuzații și mărturisiri standardizate, care au dus la sentințe prin care acuzații au fost trimiși în arestat preventiv în lagăre penale sau în fața plutoanelor de execuție. Prin tortură, NKVD-ul a obținut „mărturisiri” care au conturat existența unei rețele letone de spionaj, care ar fi inclus toți oficialii letoni începând de la nivelul  Biroului Politic al CC al PCUS până la cel al directorilor de școli. Ultimii cekiști letoni au fost executați de foștii lor colegi.
Grupuri mari de victime au fost împușcate în poligoane de tragere din  Butovo și Kommunarka⁠(d) lângă Moscova, în  Levașovo lângă Leningrad  sau în Kurapaty⁠(d) lângă Minsk. Tortura și execuțiile unor grupuri mai mici în cadrul acestei operațiuni au avut loc pe întreg teritoriul Uniunii Sovietice.
Având în vedere numărul mare de deținuți, instanțele nu au reușit să îi condamne suficient de repede, în ciuda așa-numitei „proceduri de album”. Prin urmare, data finalizării operațiunii a fost prelungită până în august 1938. În octombrie 1938, au fost înființate troicile speciale pentru a face față întârzierilor cazurilor neprelucrate.
Operațiunea letonă s-a încheiat când succesorul lui Ejov, Lavrenti Beria, a emis Ordinul NKVD Nr. 00762 din 26 noiembrie 1938, marcând sfârșitul represiunilor masive ale Marii Epurări. Lichidarea funcționarilor partidului leton a cauzat anumite dificultăți autorităților sovietice atunci când au încercat să înființeze un aparat administrativ și de partid în timpul ocupației sovietice a Letoniei din 1940.

## Rezultate

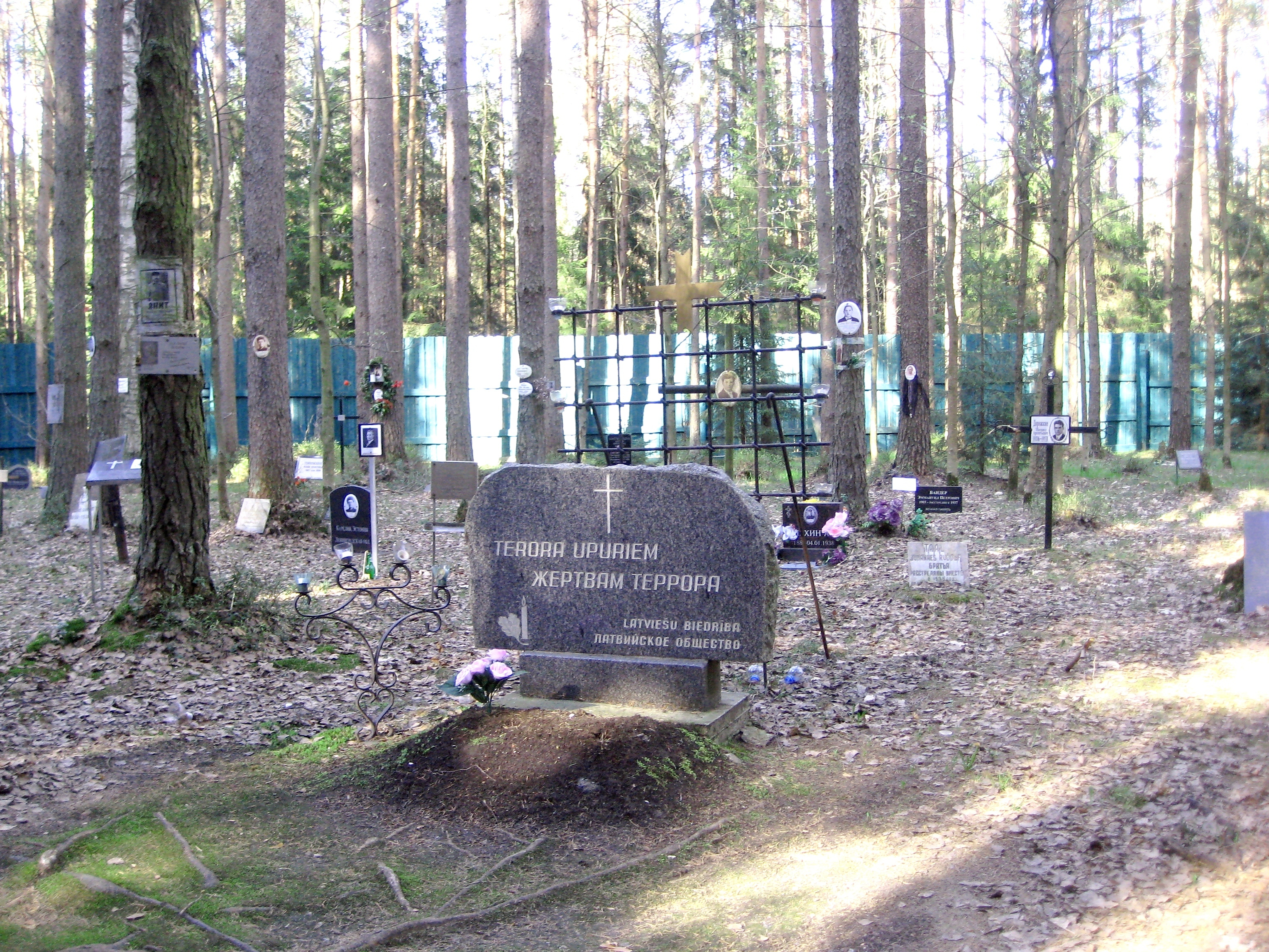
Piatră memorială pentru toate victimele letone ale Marii Epurări îngropate în Cimitirul Memorial Levașovo

Sunt cunoscute condamnările a 22.369 de letoni, dintre care 16.573, sau 74%, au fost împușcați. Diverse estimări cresc numărul  victimelor letone la  73.000.  Numărul exact al victimelor nu este cunoscut, deoarece multe alte persoane care au fost ucise în timpul operațiunii nu erau letone. Printre acestea se numără soții persoanelor trimise în Gulag din cauza căsătoriei lor cu „dușmani ai poporului”, precum și copiii din astfel de căsătorii, care au fost trimiși la orfelinate și nu au fost incluși în statistici.
Operațiunea i-a determinat pe letonii rămași să renunțe la limba și cultura materne, astfel încât descendenții letonilor din Rusia nu mai vorbesc  letona astăzi. Victimele operațiunii au fost reabilitate în timpul lui Nikita Hrușciov.

## Evaluare juridică
După  discursul lui Hrușciov la Congresul al XX al PCUS din 1956, în Uniunea Sovietică a avut loc o anchetă asupra masacrului și a „cultului personalității” lui Stalin. Numărul criminalilor a fost însă ascuns și numai după scrisoarea șefului KGB nr. 3265ss a început să fie publicate anul, luna și ziua morții. Abia la sfârșitul perioadei Perestroika, în 1988, rudele celor uciși au putut fi informați despre circumstanțele adevărate ale decesului membrilor familiilor lor – execuție prin împușcare și înmormântarea într-un mormânt comun.
Persoanele care au efectuat operațiunea, ale căror nume sunt cunoscute de cele mai multe ori, nu au fost niciodată trase la răspundere.

Doctorul în drept Veronika Sajadova și istoricul Jānis Riekstins au numit „operațiunea letonă”, ca și alte „operațiuni naționale” ale Comisariatului pentru afaceri interne al URSS, „curățire etnică”  , dar în cartea lui Simon Sebag Montefjore „Stalin: Curtea Țarul Roșu” acțiunea este denumită „minigenocid”. 

## Vedeți și:
- Operațiunea germană a NKVD-ului
- Operațiunea poloneză a NKVD-ului
- Operațiunea grecească a NKVD-ului